# Raúl Cárdenas
Raúl Cárdenas (Città del Messico, 30 ottobre 1928 – Cuernavaca, 25 marzo 2016) è stato un allenatore di calcio e calciatore messicano, di ruolo centrocampista.

## Carriera
Come allenatore vinse cinque titoli consecutivi con il Cruz Azul dal 1969 al 1974 ed uno con l'America nel 1976. Allenò la Nazionale messicana ai Mondiali 1970.